# 알메리아 해안

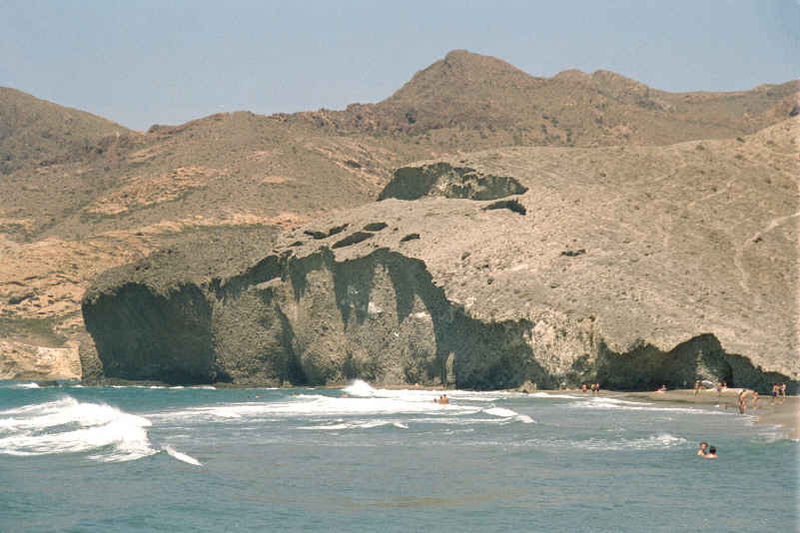
알메리아 해안

알메리아 해안(Costa de Almería)은 스페인 알메리아 주에 있는 해안이다.